# Wer nimmt die Liebe ernst...?
Wer nimmt die Liebe ernst…? è un film tedesco del 1931, diretto da Erich Engel.

## Trama
Max e Jacob vivono di furtarelli e piccole truffe. Un giorno Max, inseguito dalla polizia, trova rifugio nella camera in affitto di una giovane sconosciuta, Ilse, che, all’arrivo dell’inseguitore di Max, impietosita, fa passare quest’ultimo per il proprio uomo, togliendolo così dall’impaccio e dal probabile arresto. Ma la padrona di casa non tollera la sconveniente promiscuità nel proprio onorato stabile, e scaccia Ilse (peraltro in arretrato coi pagamenti).
Ilse allora accetta di trascorrere la notte a casa di Max: i due fanno amicizia, ed infine si innamorano.
Max deve comunque passare tre giorni in carcere, dove conosce l’agiato faccendiere Bruno.
Uscito dal carcere Max si reca, con Ilse, ad un Luna-park, dove sono presenti, fra la folla, anche Jacob e Bruno. Ilsa viene coinvolta in un concorso di bellezza, che Max cerca di truccare per far vincere alla ragazza l’ingente premio in denaro. La macchinazione di Max non ha esito positivo, ma Ilse, questa volta con l’aiuto di Bruno, invaghito della giovane, diventa reginetta. Viene dunque accompagnata dal facoltoso Bruno al festeggiamento in un lussuoso hotel, al quale a Max, privo dell’abito e dell’aspetto adatto, viene negato l’ingresso.
Max, disilluso e sentendosi bistrattato, ritorna a casa sconsolato con l’amico Jacob. Lì troverà, ad attenderlo, Ilse.